# Hammar (gmina Askersund)
Hammar – miejscowość (tätort) w Szwecji, w regionie administracyjnym (län) Örebro, w gminie Askersund.
Według danych Szwedzkiego Urzędu Statystycznego liczba ludności wyniosła: 266 (31 grudnia 2015), 269 (31 grudnia 2018) i 268 (31 grudnia 2019).